# Єрофей I Єрусалимський
Єрофей — Єрусалимський патріарх з 1875 по 1882 рік.

## Біографічні дані
Він народився в місті Самос у 1818 році. Він постригся в ченці в монастирі Чесного Хреста Самоського і був рукоположений в диякона. У 1845 році поїхав до Єрусалиму, де служив дияконом патріарха Кирила II (також саамського походження).
У 1850 році був відправлений до Ясс (Молдавія), де він був членом поховального комітету. У 1852 р. висвячений митрополитом Молдавським Софронієм у старці. Прийняв сан архімандрита і був призначений настоятелем Бурновського монастиря. Потім він служив настоятелем Святого монастиря Галата, аж до вигнання з-під правителя Румунії Александроса Кузи. Потім був призначений екзархом Гробу Господнього в Смирні, де пробув до 1875 року.
29 червня 1875 р. висвячений на патріарха Єрусалимського. За часів його Патріархату внутрішні заворушення в Єрусалимській церкві тривали, зосереджуючись переважно на болгарському питанні, в якому Ієрофей став на бік Вселенського патріархату, визнаючи Константинопольський собор 1872 року. Така позиція суперечила політиці Росії, яка захопила паї Гробу Господнього в Бессарабії та на Кавказі, посилаючись на безгосподарність. Це сильно підірвало фінансове становище патріархату і призвело до закриття Хрестовоздвиженської духовної семінарії (відновленої в 1881 р., коли російський уряд повернув конфісковані речі Патріархату.
28 травня 1882 року під час відвідування духовної семінарії Святого Хреста в Єрусалимі впав з коня, на якому їхав. Пізніше у нього була діагностована значна гіперемія легенів, і він помер в Єрусалимі 11 червня 1882 року.